# Malackavisseltrast
Malackavisseltrast (Myophonus robinsoni) är en fågel i familjen flugsnappare inom ordningen tättingar.

## Utseende och läte
Malackavisseltrasten är en trastliknande 25–26 cm lång mörk flugsnappare. Fjäderdräkten är mörkt blåsvart, med bjärt metalliskt blått på mindre täckarna och från mellersta täckarnas bas till vingknogen. Ungfågeln är generellt sotsvart. Liknande blå visseltrast är större med kraftigare näbb och kortare stjärt. Den har vidare vitaktiga spetsar på mellersta täckarna och blåaktiga fläckar på mantel, skapularer samt huvud- och strupsidor. Sången är en mjuk blandning av flöjtande och mer gnisslinga ljud. Lätet beskrivs som ett högljutt men tunt "tsee".

## Utbredning och systematik
Fågeln förekommer i regnskogar i bergstrakter på centrala Malackahalvön. Den behandlas som monotypisk, det vill säga att den inte delas in i några underarter.

### Familjetillhörighet
Släktet placerades tidigare med trastar i Turdidae, men DNA-studier visar att arterna är trastlika flugsnappare närmast blåpannad visseltrast (Cinclidium frontale), klyvstjärtar och Tarsiger.

## Status och hot
Malackavisseltrasten har en liten världspopulation bestående av uppskattningsvis endast 2 500–10 000 vuxna individer. Den tros också minska i antal till följd av habitatförlust. Internationella naturvårdsunionen IUCN kategoriserar den som nära hotad.

## Namn
Fågelns vetenskapliga artnamn hedrar Herbert Christopher Robinson (1874-1929), brittisk ornitolog och systematiker som samlade in typexemplaret.